# Грант-Валкарија (Флорида)
Грант-Валкарија (енгл. Grant-Valkaria) град је у америчкој савезној држави Флорида. По попису становништва из 2010. у њему је живело 3.850 становника.

## Демографија
Према попису становништва из 2010. у граду је живело 3.850 становника.
| Група             | 2000.  | 2010.         |
| Белци             | . (.%) | 3.390 (88,1%) |
| Афроамериканци    | . (.%) | 152 (3,9%)    |
| Азијати           | . (.%) | 60 (1,6%)     |
| Хиспаноамериканци | . (.%) | 176 (4,6%)    |
| Укупно            | .      | 3.850         |